# الأحمدية (القنيطرة)
قرية الأحمدية قرية سورية تتوسط الجولان وتمتد إلى الجنوب من طريق القنيطرة[ ؟ ] - جسر بنات يعقوب. توطن فيها التركمان قديما. ترتفع قرية الأحمدية 950 م عن سطح البحر. هُجّر سكانها ودمرت على إثر الاحتلال الإسرائيلي لها عام 1967 م وذلك خلال حرب 1967.
وصفها شوماخر عام 1888 م بأنها «قرية فقيرة يسكنها التركمان. تتألف من اثني عشر بيتا ريفيا ويقطنها 70 شخصا». تقع الأحمدية شرقي قرية السلوقية، على منحدر في شرقيها آثار قديمة تسمى «شويكة». استعمل سكان القرية حجارة هذه الآثار لبناء بيوتهم. قسم من حجارة البيوت تحمل نقوش قديمة مثل النسر الروماني وغيرها. بالقرب من القرية يوجد نبع صغير استعمل لري الخضراوات التي تزرع في الحدائق داخل القرية.
(304) نسمة عام 1967، قرية تقع على بعد (20) كم جنوبي غربي مدينة القنيطرة، في منطقة بركانية منبسطة جنوب وادي حوّاء فوق منحدر يقسمها إلى قسمين : القرية الفوقا على كتف المنحدر والقرية التحتا في بطن المنحدر، وقد أنشئت هذه القرية الفوقا على أنقاض قرية قديمة وُجدت فيها أحجار منحوتة، بعضها مزخرف فيه نقش نافر بأشكال مختلفة، منها شكل أوراق العنب وعناقيدها وبعضها الآخر نقش بحروف قديمة. تكثر في القرية عيون الماء منها عين الجامع وعين الحمام وعين الشويكة.